# Citrix Systems
Citrix Systems Inc. è una società multinazionale fondata nel 1989, che fornisce tecnologie per la virtualizzazione desktop e server, networking, Software-as-a-Service (SaaS) e cloud computing, inclusi i prodotti Xen open source.
Fornisce le sue soluzioni a più di 400.000 aziende di tutto il mondo e ha sede a Fort Lauderdale in Florida e Santa Clara in California, con filiali in California e Massachusetts ed altri centri di sviluppo in Australia, Canada, Danimarca, Germania, India e Regno Unito.
In seguito all'acquisizione di XenSource, avvenuta nell'ottobre 2007, Citrix dirige il progetto inerente all'hypervisor open source Xen.

## Storia
Citrix è stata fondata nel 1989 a Richardson, Texas da Ed Iacobucci, ex-sviluppatore di IBM, con un finanziamento iniziale di 3 milioni di dollari. Subito Iacobucci decise di spostare la sede a Coral Springs, in Florida, città in cui aveva vissuto quando si trovava in IBM. Inizialmente il nome di Citrix era Citrus, denominazione poi modificata in seguito alla rivendicazione dei diritti sul marchio da parte di un'altra azienda. Il nome Citrix deriva dalla fusione fra Citrus e UNIX.
Molti dei fondatori di Citrix avevano preso parte al progetto IBM OS/2. L'intenzione di Iacobucci era quella di realizzare una versione di OS/2 che supportasse la multiutenza. IBM non era interessata all'idea, motivo che aveva portato Iacobucci a lasciare. Nonostante l'offerta di Microsoft che lo avrebbe voluto come Chief Technical Officer della sua divisione Networking Group, Iacobucci preferì fondare un'azienda propria.
Il primo prodotto della società fu Citrix MULTIUSER, basato appunto su OS/2 del cui codice sorgente Citrix aveva acquisito la licenza da Microsoft, scavalcando IBM. Intento di Citrix era quello di conquistare parte del mercato UNIX semplificando il deployment di applicazioni OS/2 testuali. Il progetto non trovò però un responso dal mercato, fatto in parte dovuto anche alla decisione di Microsoft nel 1991 di non supportare più OS/2.
Nel 1990 Roger Roberts viene nominato CEO di Citrix. Di origini texane, aveva precedentemente lavorato in Texas Instruments. Dal 1989 al 1995 la società non registra alcun utile; addirittura, nel 1989 e nel 1990 non raccoglie alcun fatturato. Nel periodo fra il 1991 e il 1993 Citrix riceve finanziamenti da Intel, Microsoft e da alcuni venture capitalist: senza questo apporto finanziario la società non sarebbe sopravvissuta.
Nel 1993 Citrix acquisisce da Novell il prodotto "Netware Access Server" (un'applicazione per l'accesso remoto basata su DOS) e Quarterdeck Expanded Memory Manager (QEMM), che distribuiva desktop e applicazioni da un server verso più utenti secondo un approccio analogo a quello che oggi ancora usano i terminal server. Citrix estende lo sviluppo del prodotto distribuendolo come WinView, il primissimo prodotto Citrix di successo. La società si quota in borsa nel dicembre del 1995

## Tecnologia
Le famiglie di prodotti chiave sono Citrix Delivery Center, Citrix Cloud Center (C3), e Citrix Online Services.

### Citrix Delivery Center
La famiglia Citrix Delivery Center, costituita da XenDesktop, XenApp, XenServer e NetScaler, consente di virtualizzare i server, i desktop e le applicazioni centralizzandoli all'interno del datacenter e distribuendoli come servizio on-demand.
XenDesktop è un client universale per la virtualizzazione desktop che consente a qualsiasi PC, Mac, smartphone, tablet or thin client di accedere alle applicazioni o ai desktop corporate da remoto. Citrix XenApp è una soluzione per il delivery on demand delle applicazioni, che consente a qualsiasi applicazione Windows di essere virtualizzata, centralizzata e gestita nel data center per essere distribuita istantaneamente agli utenti ovunque si trovino e su qualsiasi dispositivo.
XenServer è un monitor di macchine virtuali per architetture x86, x86-64, Itanium e PowerPC 970. Permette a più sistemi operativi di operare sull'hardware di uno stesso computer contemporaneamente, nel senso che un singolo computer può far funzionare parecchi desktop virtuali simultaneamente. Dall'aprile 2009 Citrix ha messo gratuitamente a disposizione di tutti gli utenti la propria piattaforma di virtualizzazione XenServer per deployment di produzione illimitati.
Netscaler ottimizza la disponibilità delle applicazioni attraverso load balancing avanzati L4-7 e la gestione del traffico, con lo scopo di accelerare le performance.
Nel gennaio 2010 Citrix ha presentato Citrix Receiver [REF], il primo client universale per il delivery di servizi IT virtuali. Receiver consente agli utenti di tablet e smartphone di accedere ai loro desktop virtuali e alle applicazioni. Citrix Receiver si basa sulla Independent Computing Architecture (ICA), un protocollo proprietario progettato da Citrix per gli application server. Tale protocollo prevede una specifica per lo scambio di dati fra server e client, ma non è vincolato ad alcuna piattaforma particolare. Dalla versione 7.0 dei prodotti Citrix XenApp e XenDesktop, il protocollo unico di comunicazione tra client e server è l'FMA (FlexCast Management Architecture), che sostituisce di fatto l'ICA.

### Citrix Cloud Center
Citrix OpenCloud permette alle aziende di costruire provider ibridi cloud e service per distribuire soluzioni cloud a seconda dei carichi di lavoro. Una ricca piattaforma che include soluzioni di virtualizzazione, networking e distribuzione delle applicazioni consente alle organizzazioni IT e ai service providers di creare e gestire in sicurezza ambienti cloud costruiti per ospitare i carichi di lavoro delle aziende.

### Citrix Online Services
GoToMeeting è uno strumento per le conferenze web che permette di organizzare meeting online o conferenze fino a un numero di 15 persone. GoToAssist permette agli utenti di vedere e controllare un computer da remoto per il supporto tecnico. GoView permette agli utenti di registrare e condividere i propri desktop online.

## L'azienda

### Rapporto con Microsoft
Il rapporto che lega Citrix a Microsoft si fonda su un'alleanza ventennale iniziata nel 1989, anno in cui Citrix acquisisce la licenza del codice sorgente di OS/2.
Citrix ottiene la licenza per il codice sorgente di Microsoft Windows NT 3.51 e, nel 1995, mette in commercio WinFrame, una versione multiutente di Windows NT con accesso remoto. Si tratta di un prodotto particolare studiato per le esigenze delle grandi aziende.
Durante lo sviluppo di WinFrame for Windows NT 4, Microsoft decide di non rilasciare a Citrix la licenza del codice sorgente di Windows NT 4. Non solo: Microsoft minaccia anche di sviluppare una propria versione di WinFrame. Citrix e Microsoft entrano quindi in un negoziato per risolvere al meglio questo dilemma.
Le trattative portano Microsoft a ottenere la licenza della tecnologia Citrix per Windows NT Server 4.0, operazione che dà luogo a Windows Terminal Server Edition.
Citrix acconsente a non commercializzare un prodotto concorrente, conservando il diritto di vendere un'estensione dei prodotti Microsoft, inizialmente sotto il nome MetaFrame. Il rapporto prosegue con Windows 2000 Server e Windows Server 2003, con Citrix che propone a sua volta Metaframe XP e Presentation Server. L'11 febbraio 2008 Citrix cambia il nome di Presentation Server in XenApp.
La tecnologia non acquistata da Microsoft nell'occasione è il protocollo ICA. Microsoft deriva il protocollo RDP (T.share) da NetMeeting, a sua volta derivato da un accordo con PictureTel (ora Polycom).
Nel gennaio 2008 Citrix annuncia un rafforzamento dell'alleanza con Microsoft finalizzato a fornire un insieme di soluzioni per la virtualizzazione desktop e server in modo da garantire l'interoperabilità fra le rispettive tecnologie.
Nel febbraio 2009 Citrix intensifica la collaborazione con Microsoft nell'ambito della virtualizzazione server con “Project Encore”, un'iniziativa supportata da un nuovo prodotto, Citrix Essentials, che offre funzioni di gestione avanzata per Microsoft Windows Server 2008 Hyper-V. La collaborazione prevede anche attività congiunte in ambito marketing, formazione e canale.
Nel luglio 2009 Citrix e Microsoft annunciano un programma congiunto per la semplificazione del desktop computing rafforzando ulteriormente la partnership che già le unisce nella virtualizzazione desktop.
Il progetto prevede: integrazione tecnologica affinché le divisioni IT delle aziende possano gestire le applicazioni hosted centralmente e in modo distribuito utilizzando Citrix XenApp e Microsoft System Center Configuration Manager. Ampliamento del supporto di Microsoft Application Virtualization (App-V) da parte di XenApp per consentire il delivery self-service di applicazioni su qualsiasi dispositivo che utilizzi Citrix Receiver e Citrix Dazzle.

### Filantropia aziendale
Citrix investe in un Corporate Giving Program dedicato a iniziative di formazione, sviluppo economico e progresso tecnologico.
In collaborazione con la città di Fort Lauderdale, in Florida, e l'associazione Sister Cities International, Citrix ha lanciato il prototipo del programma Cyber Sister Cities (CSC) con la città ghanese di Agogo.

### Acquisizioni
- Settembre 1997, Citrix acquisisce DataPac per 5 milioni di dollari[16]
- Gennaio 1998, Citrix acquista la famiglia di prodotti NTrigue da Insignia[17]
- Giugno 1998, Citrix acquisisce APM[18]
- Luglio 1998, Citrix acquisisce VDOnet per 8 milioni di dollari[18]
- Luglio 1999, Citrix acquisisce ViewSoft per 32 milioni di dollari[18][19]
- Febbraio 2000, Citrix acquisisce Innovex Group per 48,7 milioni di dollari[20]
- Marzo 2001, Citrix acquisisce Sequoia Software Corporation,[21]] azienda con sede a Columbia nel Maryland che produce software per portali basato su XML.
- Dicembre 2003, Citrix acquista Expertcity di Santa Barbara, California, produttore di GoToMyPC per desktop portatili Web-hosted e la piattaforma di meeting online GoToMeeting.[22]. Expertcity diventa successivamente la divisione Citrix Online di Citrix.
- Novembre 2004, Citrix acquista Net6, azienda di San Jose, California[23]
- Giugno 2005, Citrix acquisisce Netscaler,[24] azienda di Santa Clara, California, che produce appliance di rete, per circa 300 milioni di dollari in contanti e azioni.
- Novembre 2005, Citrix acquista Teros,[25] azienda situata a Sunnyvale in California che produce firewall per applicazioni Web.
- Maggio 2006, Citrix acquisisce Reflectent.
- Agosto 2006, Citrix acquista Orbital Data, società situata a San Mateo, in California.
- Dicembre 2006, Citrix annuncia l'accordo per l'acquisizione di Ardence Inc.
- Febbraio 2007, Citrix acquisisce Aurema, sviluppatore di un prodotto per la gestione della memoria e della CPU.[26]
- Settembre 2007, Citrix acquisisce QuickTree, società attiva nei servizi XML e nei firewall per Web service.
- Ottobre 2007, Citrix acquisisce XenSource, sviluppatore della soluzione di virtualizzazione XenServer basata sul software open source Xen Hypervisor.[27]
- Maggio 2008, Citrix acquisisce il prodotto sepagoProfile da sepago.[28]
- Novembre 2008, Citrix acquisisce Vapps.[29]
- Agosto 2010, Citrix acquisisce VMLogix Inc., società attiva nella gestione e automazione della virtualizzazione.[30]

## Prodotti

### Offerta attuale
- Citrix XenApp (in passato era Citrix Presentation Server) fornisce funzioni di virtualizzazione e delivery applicativo.
- Citrix XenDesktop[31] (virtualizzazione desktop, VDI)
- Citrix XenMobile (Enterprise Mobility Manager)
- Citrix XenServer fornisce funzioni di virtualizzazione per piattaforme server.
- ShareFile
- XenApp Fundamentals
- NetScaler (ottimizzazione applicativa, networking per delivery applicativo, load balancing, accelerazione delle applicazioni Web, firewall applicativo)
- Workflow Studio (orchestra le comunicazioni fra prodotti, automazione dei processi IT)
- Citrix Access Gateway fornisce accesso remoto sicuro a desktop e applicazioni virtuali.
- Advanced Access Control è un add-on di Citrix Access Gateway per un controllo maggiore dei permessi utente.
- Password Manager (sicurezza applicativa, single sign-on)
- EdgeSight (monitoraggio performance applicative)
- Branch Repeater (in passato era WANScaler) ottimizza il delivery applicativo per gli utenti di sedi distaccate (cfr. ottimizzazione WAN).
- Provisioning Server fornisce workload desktop su computer fisici e virtuali.
- EasyCall integra voce e click-to-call in un'unica applicazione.
- GoToMeeting
- GoToWebinar
- GoToAssist
- GoToMyPC

### Prodotti dismessi
- WinFrame
- MultiWin
- Citrix MULTIUSER (Basato su OS/2 1.x)
- Citrix WinView (Basato su OS/2 2.x)
- Citrix VideoFrame
- Citrix NFuse Elite 1.0
- Citrix Extranet
- Citrix XPS Portal 3.5.1
- Citrix MetaFrame Secure Access Manager
- Citrix MetaFrame XP
- Application Firewall (Web Application Security, oggi unito a NetScaler)